# Іцамнаах-Б'алам II
Іцамнаах-Б'алам II (д/н—бл. 611) — ахав Па'чана у бл. 599 — бл. 611 роках.

## Життєпис
Був сином ахава Таб'-Б'алама II. Стосовно дати народження нічого невідомо. Панувати став десь з 599 року. У день 9.8.5.13.8, 6 Ламат 1 Сніп (23 квітня 599 року) брав участь у поході військ коаліції на чолі із Канульським царством проти Баакульського царства. Був учасником руйнування Лакам Хі.
У 610—611 роках Іцамнаах-Б'алам II втрутився в конфлікт в Шукальнахі. В результаті ця держава визнала зверхність па'чанського царя. Невдовзі після цього Іцамнаах-Б'алам II. Владу успадкував його син К'ініч-Татб'у-Холь III.